# Willa Cather
Pour les articles homonymes, voir Cather.
Wilella (Willa) Sibert Cather, née le 7 décembre 1873 dans le canton de Winchester, dans l'État de Virginie, et morte le 24 avril 1947 à New York, est une romancière américaine.

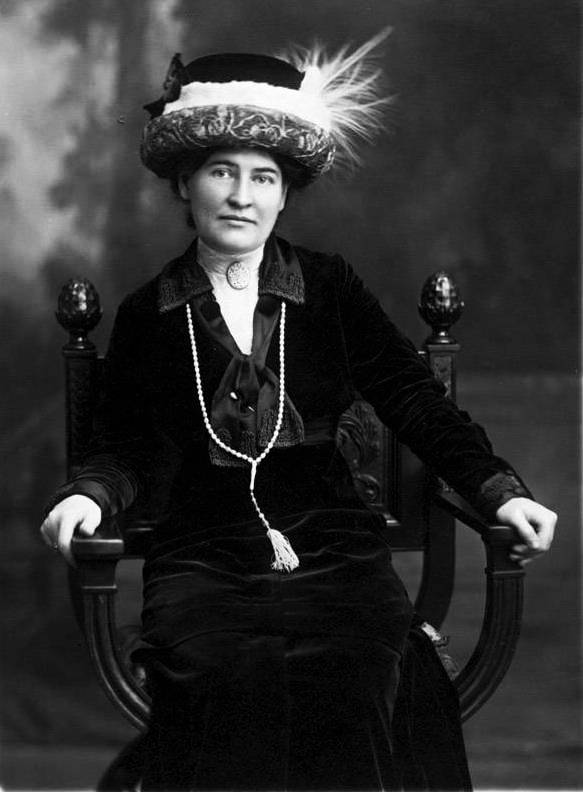
Willa Cather en 1912.

## Biographie

### Enfance
Willa Cather naît le 7 décembre 1873. Elle est baptisée « Wilella », un nom qu'elle abrégera ensuite en Willa. Sa naissance a lieu dans la ferme de sa grand-mère maternelle à Back Creek Valley, lieu-dit du canton de Winchester, dans l'État de Virginie,.
Ses ancêtres viennent d'Irlande du Nord. Son grand-père, William Cather, est le shérif du comté. D'origine galloise, il est résolument unioniste,. Charles, le père de Willa Cather, et son frère Georges, sont shérifs adjoints. Ils gèrent également l'entreprise familiale de moutons. La mère de Willa Cather se nomme Virginia Boak et vient d'une famille sécessionniste. Certains de ses proches parents participent à la Guerre de Sécession avec les sudistes. Virginia Boak garde toujours avec elle le sabre et le drapeau confédéré de son frère décédé des suites de ses blessures à l'âge de dix-neuf ans. Willa Cather a six frères et sœurs : Roscoe, Douglass, Elsie, John, Jessica et James.
Willa Cather a à peine un an quand ses parents s'installent à Willow Shade, un vaste domaine appartenant à ses grands-parents paternels,. En 1883 - Willa Cather a neuf ans -, ses parents déménagent de nouveau dans une ferme à environ 19 kilomètres de Red Cloud, dans le Nebraska,. Après une tentative infructueuse de dix-huit mois dans le domaine de l'agriculture, le père de Willa Cather décide d'ouvrir dans la petite ville de Red Cloud, comptant près de 1 800 habitants dont beaucoup d'immigrés, une agence immobilière et une compagnie d'assurances à l'automne 1884,. La famille achète une maison à ossature d'un étage et demi à l'angle sud-ouest de la troisième avenue et de la rue Cedar. Ils y vivent également avec la mère de Virginia Cather, ainsi qu'une servante. Les enfants dorment dans un dortoir mais l'aînée, Willa Cather, finit par avoir sa propre chambre, dans un coin du grenier en forme de L.

### Formation
L'installation en ville en 1884 de la famille Cather permet aux enfants de fréquenter enfin l'école, dont ils avaient été jusque-là dispensés. Willa Cather est diplômée de la Red Cloud High School en juin 1890. Elle termine première de sa classe.
Son père emprunte ensuite de l'argent pour payer ses frais de scolarité. Inscrite à la nouvelle Université du Nebraska à Lincoln, Willa Cather se révèle être une élève douée. Elle arrive à l’université avec de solides bases en langues classiques grâce à un voisin anglais, William Ducker, qui, le soir, lisait à Willa Cather Virgile, Ovide ou encore Homère.
Elle se destine d'abord à devenir médecin, influencée par le Dr Robert Damerell, un médecin local qui emmènait la jeune fille lors de ses tournées. Mais sa vocation littéraire se manifeste lorsqu'elle devient collaboratrice de deux magazines universitaires. Puis le succès d'un essai qu'elle publie sur Thomas Carlyle dans le Nebraska State Journal fait d'elle une collaboratrice régulière de ce journal et la pousse à étudier et obtenir un diplôme en littérature anglaise en 1894,,.

### Carrière
Willa Cather mène d'abord une carrière de journaliste. Elle écrit des centaines d'articles pour le Nebraska State Journal. Elle déménage ensuite à Pittsburgh, où elle rédige des critiques et des articles, d'abord pour le magazine Home Monthly, puis pour The Pittsburgh Leader.
En 1899, elle rencontre Isabelle McClung qu'elle qualifie de « grand amour ». Elle emménage dans la maison familiale de cette dernière et commence à enseigner au lycée. A cette époque, cette grande admiratrice de Gustave Flaubert et de Henry James écrit déjà de la fiction,.
The Troll Garden, son premier recueil de nouvelles, est publié en 1905.
En 1906, Willa Cather déménage à New York pour rejoindre l’équipe de McClure’s Magazine qui lui propose un poste de rédactrice adjointe. En 1908 elle emménage avec Edith Lewis, une écrivaine et éditrice qu'elle rencontre au Nebraska en 1903, et avec qui elle vivra jusqu'à son décès,.
Lors de la publication de son premier roman, Le Pont d'Alexander, Willa Cather reconnait immédiatement qu'il s'agit d'un faux départ et publie en 1913, à quarante ans, celui qu'elle considère comme son deuxième premier roman, Pionniers. Le livre, un drame sur le sujet de la colonisation, évoque l'histoire d'Alexandra Bergson, d'origine suédoise, qui, avec sa détermination, fait passer sa famille de la pauvreté à la prospérité. « Dans ce roman, on retrouve déjà le style précis et non criard de Cather, avec d'excellentes descriptions de la nature, une caractérisation précise des personnages et un intérêt pour la compréhension de la condition humaine qui n'est pas sans rappeler Thomas Hardy. » écrit en 2001 l'écrivain espagnol Luis Ramoneda.
Son travail journalistique s'arrête en 1912, lors de la publication de son premier roman. Dès lors, Willa Cather se consacre presque exclusivement à la création littéraire. Son amitié avec l'éditeur Alfred Knopf contribue à son succès littéraire naissant.
L'Un des nôtres lui vaut le prix Pulitzer en 1923. Mais ce roman relatant l'histoire d'un soldat pendant la Première Guerre mondiale reçoit également des critiques sévères et blessantes pour l'auteure. Par exemple, Ernest Hemingway se serait moqué de l'inauthenticité des scènes de bataille,. Willa Cather décide alors de changer de style d'écriture. Le biographe Benjamin Taylor explique en 2023 que le « style tardif » développé par Willa Cather après L'Un des nôtres « réside dans une manière simplifiée dans laquelle les préoccupations antérieures sont abandonnées au profit d’une nouvelle expressivité, d’une nouvelle simplicité ». Ce nouveau style a produit ce qu’il qualifie comme étant ses chefs-d’œuvre : les romans Une dame perdue (1923), La maison du professeur (1925), dans lequel elle critique les dangers du matérialisme naissant, La mort et l'Archevêque (1927), que Willa Cather considère comme son meilleur ouvrage, et le recueil de nouvelles Destins obscurs (1932),.
Pour écrire La Mort et l'Archevêque, elle parcourt le Nouveau-Mexique où elle rencontre le Padre Anton Docher à Isleta qui lui inspire le personnage du Padre De Baca. Mais la plupart de ses écrits ont pour cadre les grandes plaines des États-Unis, pendant la conquête de l'ouest, soit le décor de l'enfance et de la jeunesse de Willa Cather dans l'État du Nebraska. Dans son dernier roman, publié sept ans avant sa mort, Saphira, sa fille et l'esclave, elle recrée le monde d'avant-guerre de ses grands-parents. Le décor est Back Creek, où la famille de sa mère, les Boaks (Blakes dans le roman) est installée depuis longtemps.

### Identité

#### Nom
Willa Cather est baptisée « Wilella » à sa naissance. Elle décide d'utiliser « Sibert » comme deuxième prénom quand elle commence à rédiger des chroniques pour le Pittsburgh Leader. Ce nom vient de sa grand-mère maternelle, Rachel Elizabeth Seibert Boak, qui déménage avec la famille de l'écrivaine au Nebraska et vit avec cette dernière à Red Cloud. Le nom de « Willa Cather » n'apparait qu'en 1920, lors de la publication de Youth and the Bright Medusa.

#### Age
Selon Ashley Olson, la directrice du National Willa Cather Center de Red Cloud, la date de naissance de Willa Cather n'est pas indiquée correctement sur sa pierre tombale car l'écrivaine aurait réduit de deux ans son âge lorsqu'elle travaillait pour McClure's Magazine, puis d'une année supplémentaire encore après 1920. Toujours selon la directrice, le Who's Who indique que sa date de naissance est 1876.

### Vie privée
Willa Cather est connue pour ses amours féminines bien qu'à l'époque elle n'ait jamais clairement revendiqué son lesbianisme,,.
L'une des deux plus importantes femmes de sa vie est Isabelle McClung chez qui elle emménage au début des années 1900,. Cette dernière finit par se marier, un événement dramatique pour Willa Cather.
La seconde est l'écrivaine et éditrice Edith Lewis, rencontrée au Nebraska en 1903, avec qui elle emménage à son arrivée à New York et vivra jusqu'à son décès. Pendant plus de vingt ans, Willa Cather et Edith Lewis vivent à Greenwich Village. Puis, en 1932, elles emménagent à Park Avenue.

### Décès
A 73 ans, elle meurt à New-York d'une hémorragie cérébrale. Cependant, une étude récente aurait révélé un diagnostic de cancer du sein en 1945 et une mastectomie l'année suivante. Au moment de sa mort, le cancer se serait propagé à son foie.
Ses funérailles ont lieu à l'opéra de Bladen à Red Cloud.
Willa Cather est enterrée aux côtés de sa compagne Edith Lewis, dans le New Hampshire où elles passaient leurs étés et leurs automnes.

## Reconnaissance et hommages

### Critiques
En son temps, Willa Cather est une écrivaine célèbre, encensée autant par le public que par les critiques, notamment durant l'entre-deux-guerres. William Faulkner, Sinclair Lewis et Henry Louis Mencken ont exprimé l'extrême admiration qu'ils avaient pour son œuvre ; le premier la citant parmi les quatre grands auteurs américains du siècle, le second disant qu'elle méritait autant que lui le prix Nobel de littérature,,.

### National Women's Hall of Fame
En 1988 a lieu la cérémonie d'admission de Willa Cather au National Women's Hall of Fame,.

### Vénus
Le cratère vénusien Cather est nommé ainsi en son honneur.

### Capitole
En 2023, sa statue rejoint la salle des statues du Capitole des États-Unis. En bronze, la statue a été réalisée par Littleton Alston, professeur à l'Université Creighton, sélectionné en 2019 parmi plus de 70 candidats à travers le pays. La romancière est représentée une canne dans une main, un carnet dans l'autre.

### Célébrations de 2023
Outre la statue dévoilée au Capitole des États-Unis, des évènements, tels que des célébrations et des lectures théâtralisées de l'œuvre de Willa Cather, sont organisées en 2023 dans tous les États-Unis afin de marquer le centième anniversaire de son prix Pulitzer et le sesquicentenaire de sa naissance.

### Fondation Willa Cather
Dans le centre-ville de Red Cloud se trouve la Fondation Willa Cather et son Centre national Willa Cather. Les bâtiments aux devantures en briques rouges restaurées sont composés d'un musée public, d'archives, d'un centre de recherche, de salles de classe, d'une librairie, d'une galerie d'art et d'un centre des arts du spectacle. En ville et à l'extérieur, l'organisme possède, gère et propose des visites de près de 50 propriétés. Le tourisme lié à l'écrivaine représente environ 1,3 million de dollars dépensés chaque année dans le comté de Webster.

### Patrimoine
Le National Willa Cather Center œuvre notamment pour la sauvegarde du patrimoine lié à Willa Cather. Il a ainsi restauré en 2003 un opéra à Red Cloud qui était l'un des favoris de Willa Cather,. Il rénove également la maison au Nebraska où cette dernière a vécu à partir de ses neufs ans et qui devrait être terminée en 2023, pour un coût supérieur à un million de dollars. Au total, la fondation Cather a restauré douze structures liées à l'auteure, dans et à proximité de Red Cloud, notamment des lieux mentionnés dans ses romans.
En 1903, les parents de l'écrivaine achètent à Red Cloud une autre maison située entre la sixième avenue et la rue Seward dans laquelle elle séjourne souvent. Après le décès de ses parents, la maison sert pendant plusieurs années d'hôpital de la ville. Elle peut désormais être réservée comme maison d'hôtes par les touristes intéressés par la vie de l'auteure.
En revanche, le lieu de naissance de Willa Cather, situé aujourd'hui le long d'une autoroute près de Gore, en Virginie, est en mauvais état. L'écrivaine le visite dans les années 1930 alors qu'elle effectue des recherches pour son roman Saphira, sa fille et l'esclave, dont l'histoire se passe en Virginie. Vacante depuis 1970, la maison est jugée par un agent immobilier comme étant dangereuse. Pourtant, elle est inscrite au registre des lieux historiques depuis 1978 ; un panneau indiquant l'importance historique du monument est d'ailleurs visible depuis l'autoroute. Avec le décès du propriétaire, la maison est désormais en vente. Le National Willa Cather Center n'étant pas en mesure de financer l'achat de la maison, qui nécessite deux millions de dollars de travaux, un compte GoFundMe est créé en Virginie en avril 2023 pour collecter des dons. Selon la directrice du National Willa Cather Center, en mai 2023, un agent immobilier aurait acheté la maison pour l'épargner de la démolition et aurait l'intention d'en faire don à une organisation à but non lucratif en 2024.
La ferme à proximité de Red Cloud dans laquelle habitait l'auteure avant de rejoindre le centre-ville a quant à elle disparu depuis longtemps.

## Œuvre

### Romans

#### Trilogie de la prairie
- O Pioneers! (1913) Publié en français sous le titre Pionniers, traduit par Marc Chénetier, Paris, Ramsay, 1987 ; réédition, Paris, Gallimard, « Folio » no 2050, 1989, 310 p.
- The Song of the Lark (1915) Publié en français sous le titre Le Chant de l'alouette, traduit par Marc Chénetier, Paris, Rivages, « Littérature étrangère », 2007 ; réédition, Payot & Rivages, « Rivages poche » no 611, 2008, 570 p.
- My Ántonia (1918) Publié en français sous le titre Mon Ántonia, traduit par Blaise Allan, Paris, Seghers, « Vent d'Ouest » no 22, 1967 ; réédition, Paris, UGE, « 10/18 » no 2444, 1993, 312 p. Publié en français sous le titre Mon Ántonia, traduit par Robert Ruard, Paris, Éditions Deuxtemps tierce, 1993 ; réédition, Payot & Rivages, Rivages poche no 159, 1995, 332 p.

#### Autres romans
- Alexander's Bridge (1912) Publié en français sous le titre Le Pont d'Alexander, traduit par Anne-Sylvie Homassel, Paris, Les Éditions du Sonneur, 2012
- One of Ours (1922) - Prix Pulitzer du Roman Publié en français sous le titre L'Un des nôtres, traduit par Marc Chénetier, Paris, Rivages, « Littérature étrangère », 1993 ; réédition, Payot & Rivages, « Rivages poche » no 285, 1999, 504 p.
- A Lost Lady (1923) Publié en français sous le titre Une dame perdue, traduit par Hélène Malvan, Paris, La Nouvelle Édition, 1944 Publié en français sous le titre Une dame perdue, traduit par Marc Chénetier, Paris, Ramsay, 1988 ; réédition, Payot & Rivages, Rivages poche no 101, 1995, 205 p.
- The Professor's House (1925) Publié en français sous le titre La Maison du professeur, traduit par Marc Chénetier, Paris, Rivages, « Littérature étrangère », 1994 ; réédition, Payot & Rivages, « Rivages poche » no 217, 1997, 290 p.
- My Mortal Enemy (1926) Publié en français sous le titre Mon ennemi mortel, traduit par Marc Chénetier, Paris, Ramsay, 1986 ; réédition, Payot & Rivages, Rivages poche no 74, 1992, 100 p.
- Death Comes for the Archbishop (1927) Publié en français sous le titre La Mort et l'Archevêque, traduit par Christine Carel, Paris, Stock, 1940, 287 p. Publié en français sous le titre La Mort et l'Archevêque, traduit par Marc Chénetier, Paris, Ramsay, 1986 ; réédition, Payot & Rivages, Rivages poche no 144, 1995, 368 p. ; rééd. Les Belles Lettres, Paris, 290 p., 2024  (ISBN 978-2251455365)
- Shadows on the Rock (1931) Publié en français sous le titre Les Ombres sur le rocher, traduit par Maurice Rémon, Paris, Hachette, 1933, 261 p. Publié en français sous le titre Des ombres sur le rocher, traduit par Marc Chénetier, Paris, Éditions Alpha bleue, 1988 ; réédition, Payot & Rivages, « Rivages poche » no 337, 2001, 269 p.
- Lucy Gayheart (1935) Publié en français sous le titre Lucy Gayheart, traduit par Marc Chénetier, Paris, Payot & Rivages, 2009 ; réédition, Payot & Rivages, « Rivages poche » no 698, 2011, 298 p.
- Sapphira and the Slave Girl (1940) Publié en français sous le titre Saphira, sa fille et l'esclave, traduit par Marc Chénetier, Paris, Payot & Rivages, 2015 ; réédition, Payot & Rivages, "Rivages poche" no 879, 2017, 313 p.

### Recueils de nouvelles
- The Troll Garden (1905)
- Youth and the Bright Medusa (1920)
- Obscure Destinies (1932) Publié en français sous le titre Destins obscurs, traduit par Michèle Causse, Paris, Éditions Deuxtemps tierce, 1992 ; réédition, Payot & Rivages, Rivages poche no 117, 1995, 159 p.
- The Old Beauty (1948)

### Nouvelles isolées
- The Diamond Mine (1916) Publié en français sous le titre La Mine de diamants, traduit par Marie Picard, Paris, éditions Sillage, 2018, 80 p.  (ISBN 979-1-09-189674-0)
- Coming, Aphrodite (1920) Publié en français sous le titre Prochainement Aphrodite, traduit par Victor Llona dans Les Cahiers nouveaux no 12, Paris, Éditions de Sagittaire, 1925, Texte en ligne à la BNR ; réédition sous le titre Prochainement, Aphrodite !, traduit par  Sylvie Rozenker, Toulouse, Éditions Ombres, coll. « Petite bibliothèque Ombre », 2018, 128 p.  (ISBN 978-2-84142-213-5)

### Autres publications
- April Twilights (1903, poèmes)
- Not Under Forty (1936, essais) Le récit autobiographique La Nièce de Flaubert (1930), paru dans Not Under Forty, a été traduit par Anne-Sylvie Homassel, et publié séparément à Paris, Éditions du Sonneur[24], 2012, 66 p.  (ISBN 978-2-916136-48-6)
- Willa Cather : On Writing (1949, essais)